# Hobergstjärnarna (Jörns socken, Västerbotten, 724611-170389)
Hobergstjärnarna är en sjö i Skellefteå kommun i Västerbotten och ingår i Byskeälvens huvudavrinningsområde.